# Fátima Grossi
Maria Fátima Grossi de Sá (Brasília, 15 de novembro de 1956) é uma bióloga, pesquisadora e professora universitária brasileira. 
Comendadora da Ordem Nacional do Mérito Científico e membro titular da Academia Brasileira de Ciências, é pesquisadora da Embrapa desde 1989. É reconhecida nacional e internacionalmente por seu trabalho científico pioneiro na identificação de fatores de defesa aplicados a resistência de plantas à pragas da agricultura.
É professora-orientadora nos Programas de Pós-Graduação em Ciência Biológicas e Biologia molecular da Universidade de Brasília, Ciências Genômicas e Biotecnologia da Universidade Católica de Brasília e Biologia Celular e Molecular da Universidade Federal do Rio Grande do Sul. É membro da Academia Mundial de Ciências (TWAS) desde 2015.

## Biografia
Maria Fátima nasceu em Brasília, em 1956. Ingressou no curso de biologia da Universidade de Brasília em 1976, concluindo a gradução com modalidade de biomedicina em 1979. No ano seguinte entrou no mestrado pela mesma instituição. Em 1983, embarcou para a França, onde defendeu o doutorado na Universidade Paris VII, em 1987. Durante o doutorado, conduziu uma pesquisa pioneira na na identificação de fatores envolvidos no controle da expressão gênica em organismos eucariontes. Eles levaram à descoberta da partícula prosome, atualmente conhecida como proteasoma, envolvida na degradação de proteínas.
Em 1988, realizou seu primeiro estágio de pós-doutorado pela Plant Genetic Systems (PGS), na Bélgica. O segundo, entre 1995 e 1996, pela Universidade da Califórnia em San Diego, onde estudou as áreas de proteínas de defesa de plantas e interação molecular planta – pragas. O terceiro estágio em 2001, pela Universidade Stanford.
Através de pesquisas de engenharia genética de plantas, contribuiu na caracterização de domínios moleculares envolvidos na especificidade de interação inibidor protéico de plantas e enzimas de insetos-praga.